# Ochthebius viridescens
Ochthebius viridescens es una especie de escarabajo del género Ochthebius, familia Hydraenidae. Fue descrita científicamente por lenistea en 1988.
Se distribuye por Argelia (en la ciudad de Djanet). Mide 1,6 milímetros de longitud y su edeago 0,34 milímetros.